# Општина Татарани (Дамбовица)
Татарани (рум. Tătărani) општина је у Румунији у округу Дамбовица.
Oпштина се налази на надморској висини од 345 m.